# Muccia
Muccia (La Mùccia in dialetto maceratese) è un comune italiano di 786 abitanti della provincia di Macerata nelle Marche.

## Storia
Nel Medioevo, sorta col nome di Mutia, era una sede strategica per la lavorazione ed il commercio delle granaglie, tant'è che la signoria dei Da Varano di Camerino vi fece erigere un castello in difesa dei mulini.
In questo paese nasce il beato Rizzerio, seguace di san Francesco d'Assisi.
Il paese ospita lo stabilimento della Distilleria Varnelli, celebre azienda produttrice di bevande alcoliche.

## Monumenti e luoghi di interesse

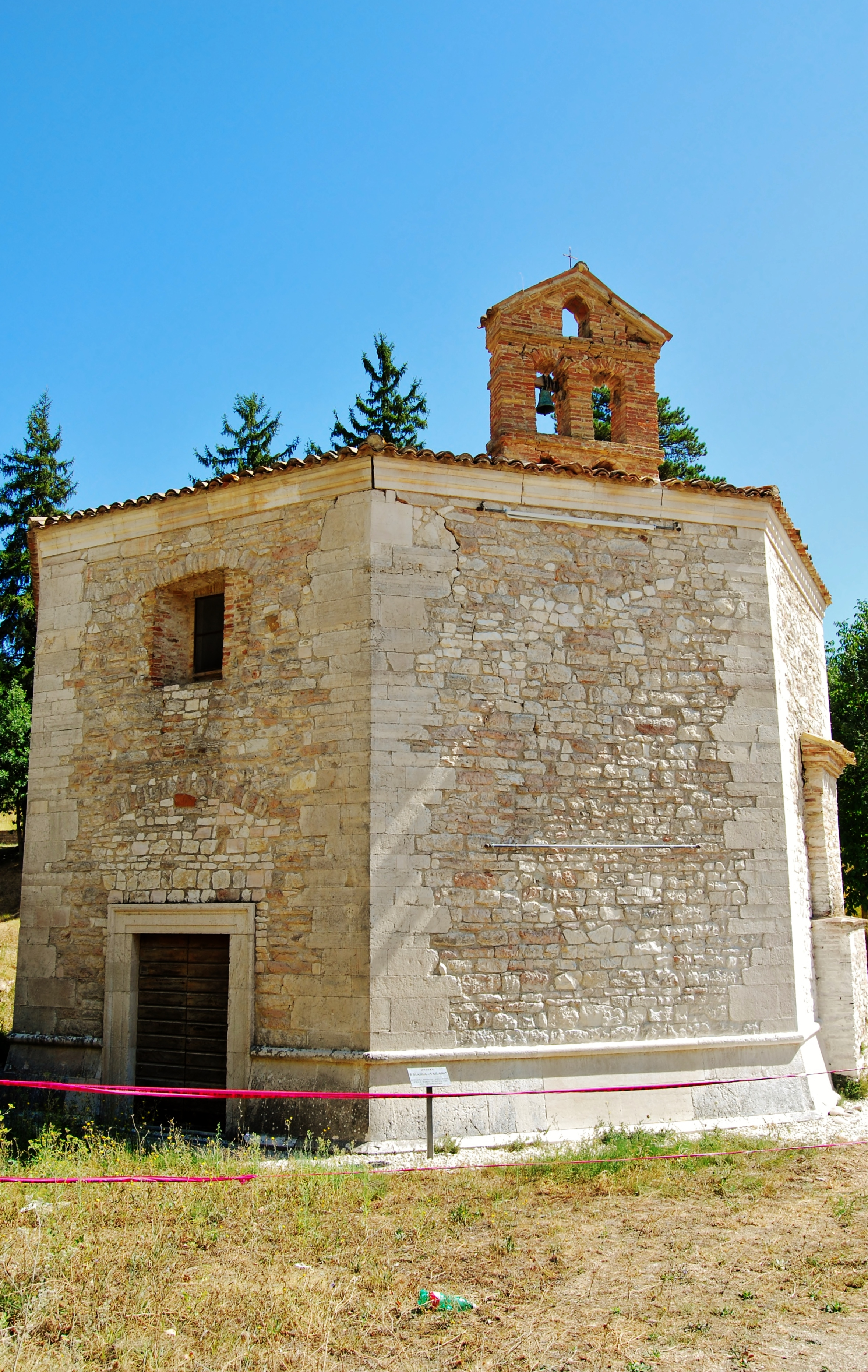
Chiesa di Santa Maria di Varano

- Chiesa parrocchiale di San Biagio, rifatta nel XVIII secolo
- Castello di Prefoglio - Nella frazione di Massaprofoglio, fortificazione medievale dei duchi Da Varano, attualmente ridotta a rudere. [5]
- Torri di Massa - A pianta rotonda, all'inizio del paese, la Torraccia; altre due, a pianta quadrata, alla fine del paese. [6]
- Chiesa di Santa Maria di Varano - Dalla caratteristica pianta ottagonale, contenente opere di de Magistris.[5]
- Chiesa di Santa Maria di Col de Venti - Costruita a 750 m s.l.m., secondo la leggenda nel luogo dove furono costretti a fermarsi, per il forte vento, due pellegrini che trasportavano a Roma una tavola raffigurante la Vergine con il Bambino. [6]
- Villa La Maddalena - Edificata nel '600 dal Cardinale Angelo Giori della cui famiglia ricorre nella villa lo stemma con tre api. Conserva un disegno del Bernini: ritratto di Papa Urbano VIII. [6]
- Eremo del Beato Rizzerio - Il Santuario sorge a Coda di Muccia, immerso nei boschi. Sono qui custodite le ossa del Beato Rizzerio, discepolo di San Francesco di Assisi. L’Eremo è attualmente una struttura ricettiva, con sala riunioni. [5]

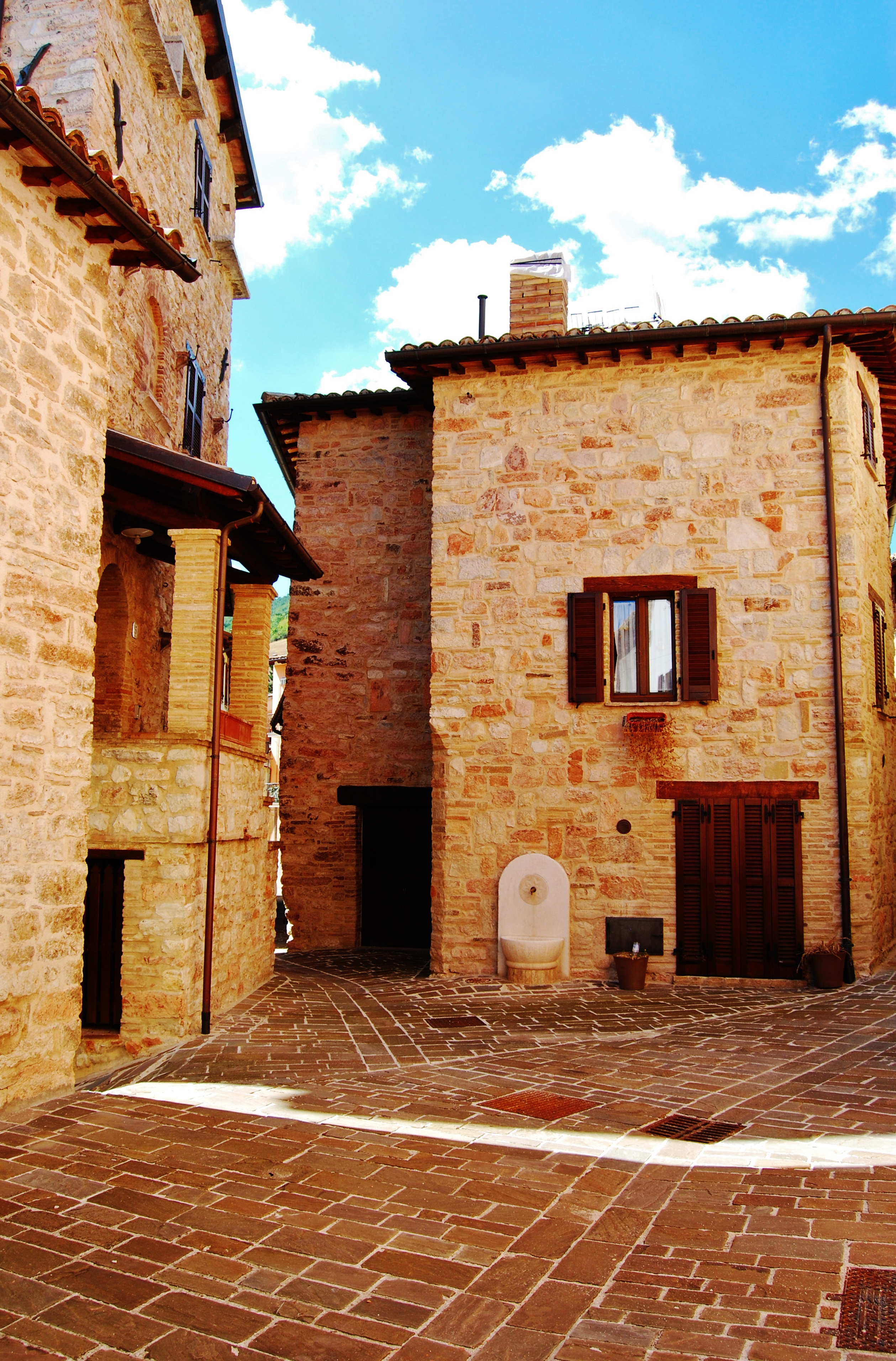
scorcio del centro storico

## Società

### Evoluzione demografica
Abitanti censiti

## Infrastrutture

### Strade
Il comune di Muccia è attraversato dalla superstrada SS 77 (collegamento est-ovest da Civitanova Marche a Foligno) ed ha due svincoli, "Muccia nord" e "Muccia sud-Pontelatrave". 
Verso nord è in costruzione la Pedemontana delle Marche arteria che collegherà da nord a sud l'interno della regione Marche. Verso sud invece, è presente la Strada Provinciale 78 che collega Muccia fino ad Ascoli Piceno.

## Amministrazione
| Periodo        | Periodo        | Primo cittadino | Partito              | Carica  | Note  |
| -------------- | -------------- | --------------- | -------------------- | ------- | ----- |
| 23 giugno 1988 | 6 giugno 1993  | Fabio Barboni   | Democrazia Cristiana | Sindaco | [ 9 ] |
| 7 giugno 1993  | 27 aprile 1997 | Fabio Barboni   | Democrazia Cristiana | Sindaco | [ 9 ] |
| 28 aprile 1997 | 13 maggio 2001 | Fabio Barboni   | Lista civica         | Sindaco | [ 9 ] |
| 14 maggio 2001 | 28 maggio 2006 | Mario Baroni    | Lista civica         | Sindaco | [ 9 ] |
| 29 maggio 2006 | 15 maggio 2011 | Mario Baroni    | Lista civica         | Sindaco | [ 9 ] |
| 16 maggio 2011 | 5 giugno 2016  | Fabio Barboni   | Tre spighe           | Sindaco | [ 9 ] |
| 6 giugno 2016  | 3 ottobre 2021 | Mario Baroni    | La torre             | Sindaco | [ 9 ] |
| 4 ottobre 2021 | in carica      | Mario Baroni    | La torre             | Sindaco | [ 9 ] |

## Sport

### Calcio a 11
La squadra di calcio locale, il Muccia, il 17 maggio 2014 raggiunge la storica promozione nel campionato regionale di Prima Categoria.